# 珊瑚菇

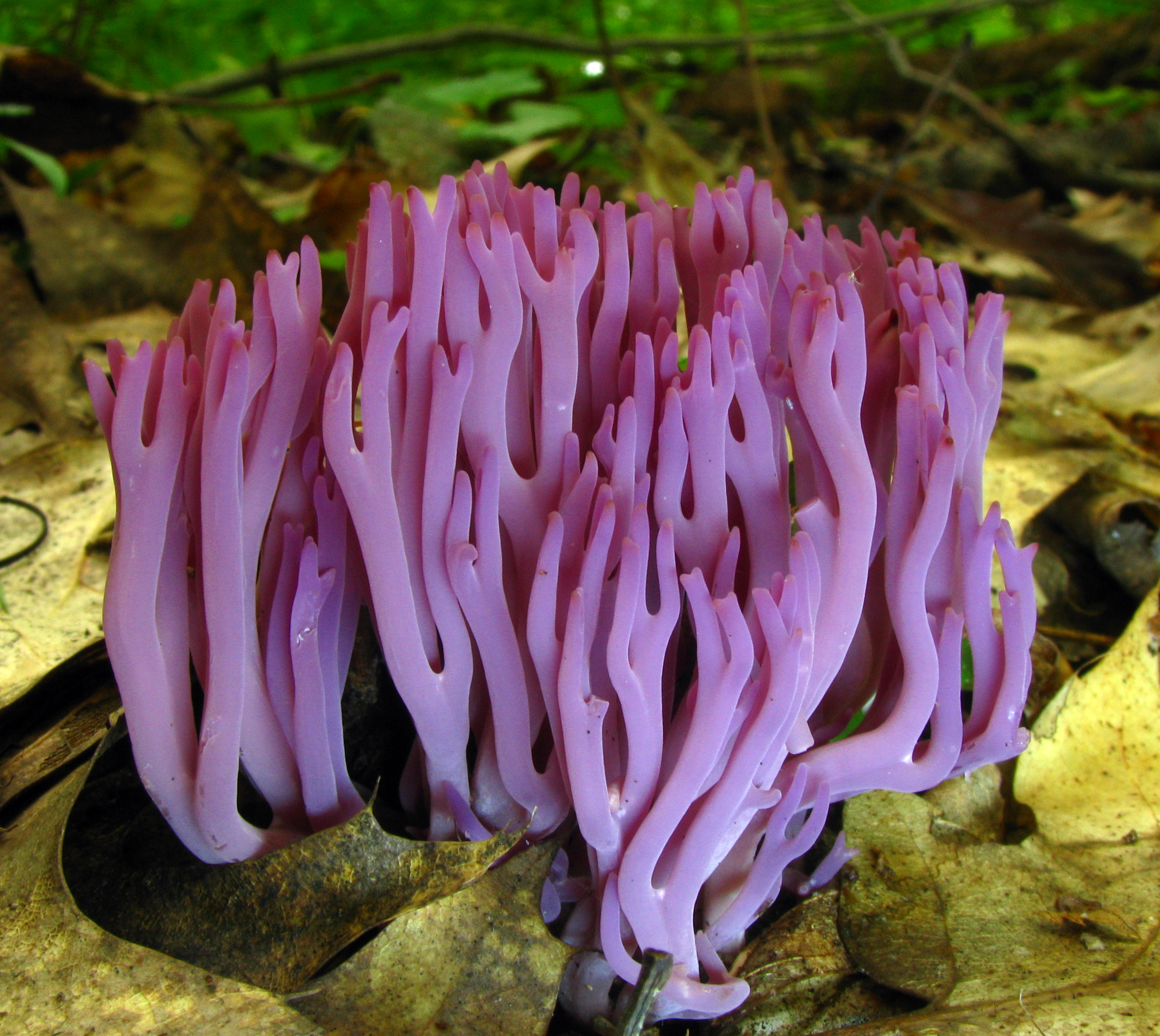
堇紫珊瑚菌， 攝於美國

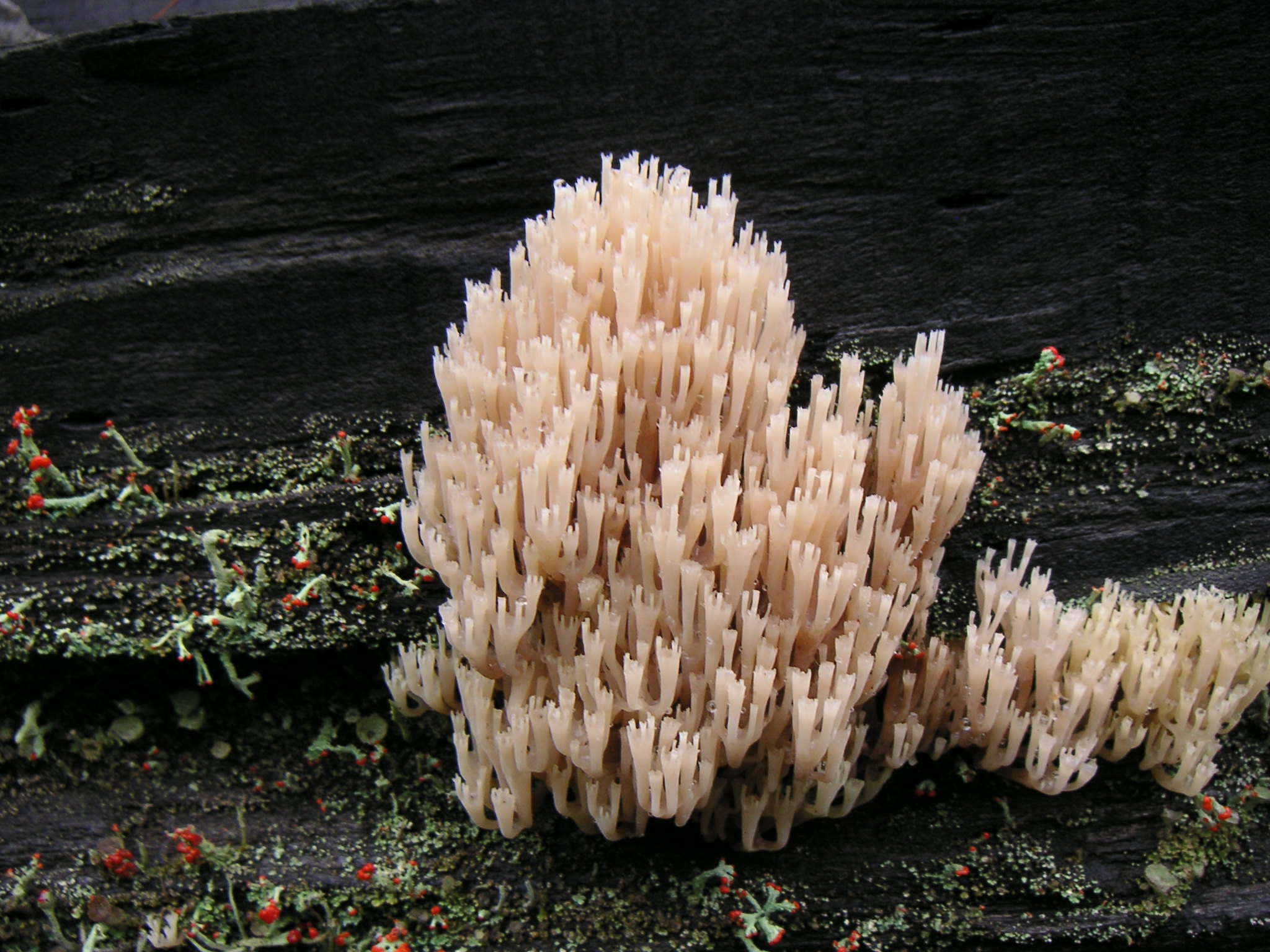
杯冠瑚菌（ Artomyces pyxidatus），攝於美國

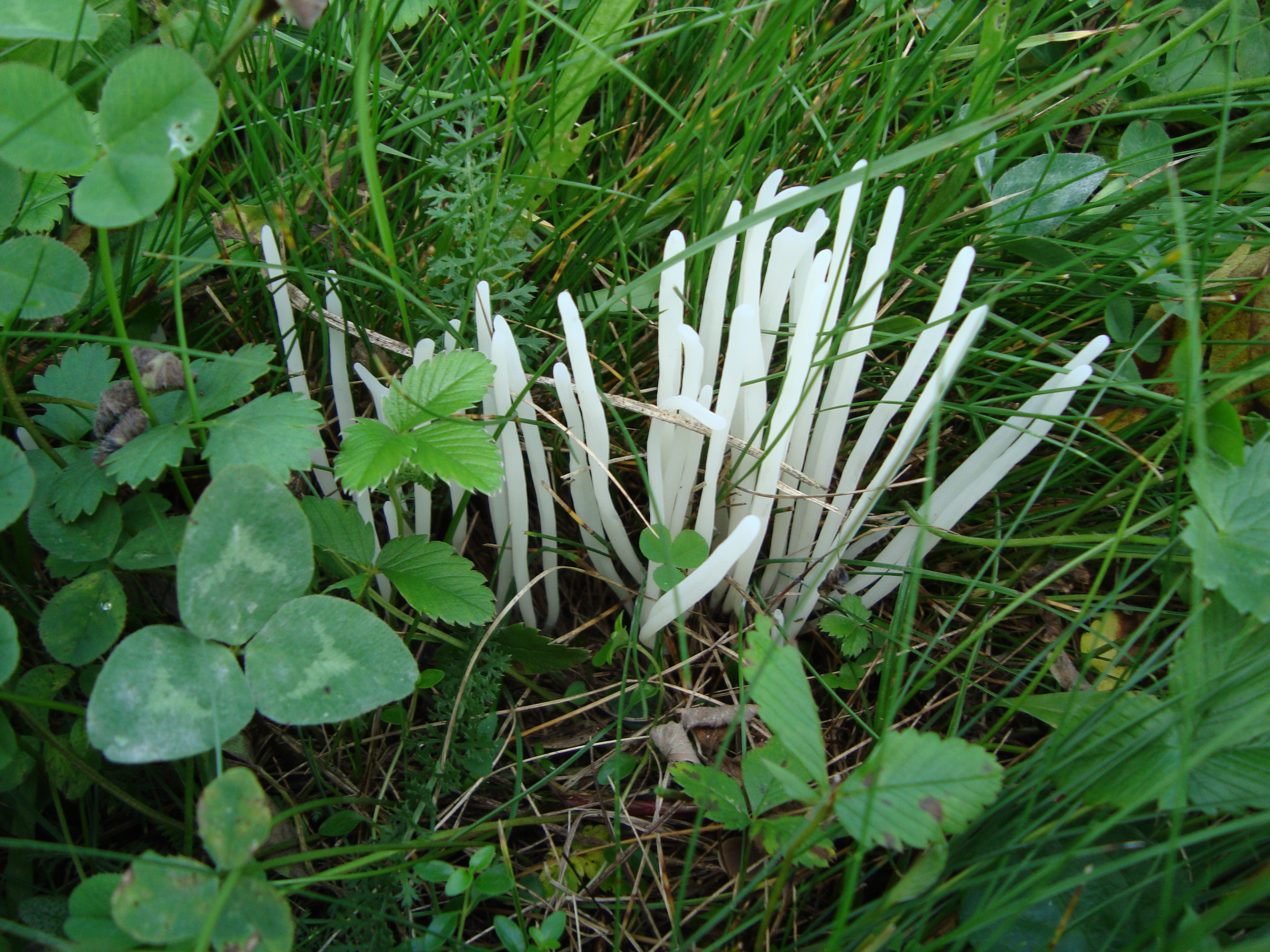
Clavaria fragilis，攝於澳洲

珊瑚菇泛指子實體呈樹枝狀的擔子菌。傳統上此類真菌歸入珊瑚菌屬，現代分類學研究顯示此分類是多系群。但因為在生態功能和形態上相似，學界仍將之作為單一群體來研究。許多傳統文化也將之視為同一類野菇。大多數種類為腐生，許多種類可以食用。

## 形態
子實體呈棒狀或分枝的珊瑚狀，直立向上（除了屬是下垂的），孢子長在這些枝條的側面。

## 習性
大多為腐生菌，長在森林裡的落葉堆上或是草地青苔上，少數長在枯木或草桿上。有些物種會和植物形成外菌根的共生關係。也有些物種可以和藻類共生形成地衣。

## 歷史
珊瑚菌屬是林奈在1753年植物種志中定義的屬之一，收納所有直立、棒狀或分枝狀的真菌，包括一些現在歸為子囊菌的種類。依據這種方類方式，此屬曾包括一千多個物種。19世記末，透過顯微鏡觀察，大部份的子囊菌被依至其他類群。1933年Donk和1950年Corner整理此屬，拆散出許多不同的屬（如等等）。分子生物學成熟後，遺傳學證據顯示珊瑚菇不但先前確立的許多屬確實有所不同，甚至應分散至不同的綱和科。

## 食用
在北美，許多採菇人認為珊瑚菇大多不可食用，只會採集少數幾種確定可食的種類。然而真菌學者大衛·阿羅拉指出世界各地許多民族都把所有的珊瑚菇都視為食用蕈，例如中國和墨西哥。